# Kwadryliard
Kwadryliard – liczba o wartości: 1 000 000 000 000 000 000 000 000 000 = 1027, czyli jedynka i 27 zer w zapisie dziesiętnym. Termin kwadryliard jest stosowany w nazewnictwie liczebników w skali długiej i nie ma swojego odpowiednika w skali krótkiej.
W krajach stosujących krótką skalę (głównie kraje anglojęzyczne) liczba 1027 nosi nazwę oktylion, tak jak 1048 w pozostałych krajach.
W układzie SI mnożnikowi 1027 odpowiada przedrostek jednostki miary ronna o symbolu R, a jego odwrotności (jedna kwadryliardowa) 10-27 odpowiada ronto o symbolu r. Przedrostki te wprowadzono w listopadzie 2022 roku.

## Przykłady
- Ciało człowieka składa się z około 5 kwadryliardów atomów[2]